# Mudnakodu, Chamarajanagar
Mudnakodu là một làng thuộc tehsil Chamarajanagar, huyện Chamarajanagar, bang Karnataka, Ấn Độ.